# دکتر هالیوود
دکتر هالیوود (به انگلیسی: Doc Hollywood) فیلمی محصول سال ۱۹۹۱ و به کارگردانی مایکل کاتن-جونز است. در این فیلم بازیگرانی همچون مایکل جی. فاکس، جولی وارنر، برنارد هاگز، وودی هرلسون، دیوید اوگدن استایرس، فرنسیس استرنهیگن، بریجیت فوندا، رابرتس بلوسوم و جرج همیلتون ایفای نقش کرده‌اند.